# Велике Сирково
Велике Сирково (рос. Большое Сырково) — присілок, підпорядкований місту Волоколамську Московської області Російської Федерації.
Муніципальне утворення — Волоколамський міський округ. Населення становить 30 осіб (2016).

## Історія
З 14 січня 1929 року входить до складу новоутвореної Московської області. Раніше належало до Волоколамського повіту Московської губернії. Належало до Волоколамського району до його ліквідації 9 червня 2019 року.
У 2006—2019 роках органом місцевого самоврядування було сільське поселення Ярополецьке. Сучасне адміністративне підпорядкування з 2019 року.

## Населення
| 1852 | 1859 | 1926 | 2002 | 2006 | 2010 | 2013 |
| ---- | ---- | ---- | ---- | ---- | ---- | ---- |
| 414  | →414 | ↘356 | ↘43  | ↘19  | ↗32  | ↘31  |
| 2014 | 2015 | 2016 |      |      |      |      |
| ↘29  | ↗30  | →30  |      |      |      |      |